# Бенгалци
Бенгалците (на бенгалски: বাঙালি) са индоарийски народ, коренен за Бенгал. Те представляват основното население на Бангладеш, 98% от населението. Говорят на бенгалски език, част от индоарийското семейство.
Бенгалците са третата най-голяма етническа група в света след ханските китайци и арабите. Освен в Бангладеш и индийските щати Западен Бенгал и Трипура, райони, където бенгалците са мнозинство, включват индийските Андамански и Никобарски острови и Читагонгските хълмове (които първоначално не са част от Бенгал). Територии със значително бенгалско население са Аруначал Прадеш, Делхи, Чхатисгарх, Джаркханд, Мегхалая, Мизорам, Нагаланд и Утаракханд. Глобалната бенгалска диаспора има утвърдени общности в Пакистан, САЩ, Великобритания, Канада, Близкия Изток, Япония, Южна Корея, Малайзия, Сингапур и Италия.

## Религия
По оценки от 2014 г., 89,9% от населението на Бангладеш изповядва ислям, докато 8,3% изповядват индуизъм. В Западен Бенгал индусите са мнозинство (70,54%), докато мюсюлманите съставляват 27,01%. Малка част от бенгалците изповядват будизъм или християнство.